# Shahr Bank
Shahr Bank es uno de los bancos privados en Irán que comenzó oficialmente sus operaciones el 9 de febrero de 2009. En el pasado, este banco proporcionaba servicios financieros bajo los nombres "Honarvaran Shahr Cooperative" y "Shahr Credit Cooperative."
Shahr Bank fue fundado por el Municipio de Teherán, y sus acciones son principalmente propiedad de los municipios de varias ciudades y áreas metropolitanas, empleados municipales y una parte del público iraní.
En 2014, registró el mayor crecimiento de recursos entre los bancos privados. El banco tiene sucursales en muchas ciudades de Irán.

## Historia
La Institución Financiera y de Crédito Shahr fue establecida con autorización del Banco Central y con acciones propiedad de los municipios de Teherán y otras áreas metropolitanas de Irán. Comenzó sus operaciones oficiales el 9 de febrero de 2009, con un capital inicial de 1.5 billones de riales iraníes.
La principal motivación para la creación de este banco fue satisfacer la necesidad de las municipalidades de financiamiento a gran escala, liquidez y capital para cubrir los costos del desarrollo urbano, con el objetivo de lograr la autosuficiencia en la gestión urbana.
Tras los esfuerzos extensos de los altos directivos del Municipio de Teherán y otras áreas metropolitanas, y con un aumento del capital por parte de los accionistas a 2 billones de riales, el Banco Central, en coordinación con el Alto Consejo de Dinero y Crédito, aprobó el registro de Shahr Bank el 8 de febrero de 2010. El banco abrió oficialmente el 8 de marzo de 2010.
Dos años después de su creación, los accionistas aumentaron el capital del banco a 4 billones de riales para proporcionar la liquidez necesaria. Esta cantidad se mantuvo hasta 2013, cuando el capital aumentó a 7.9 billones de riales en julio. Para diciembre de 2015, había alcanzado los 15.573 billones de riales.

## Accionistas

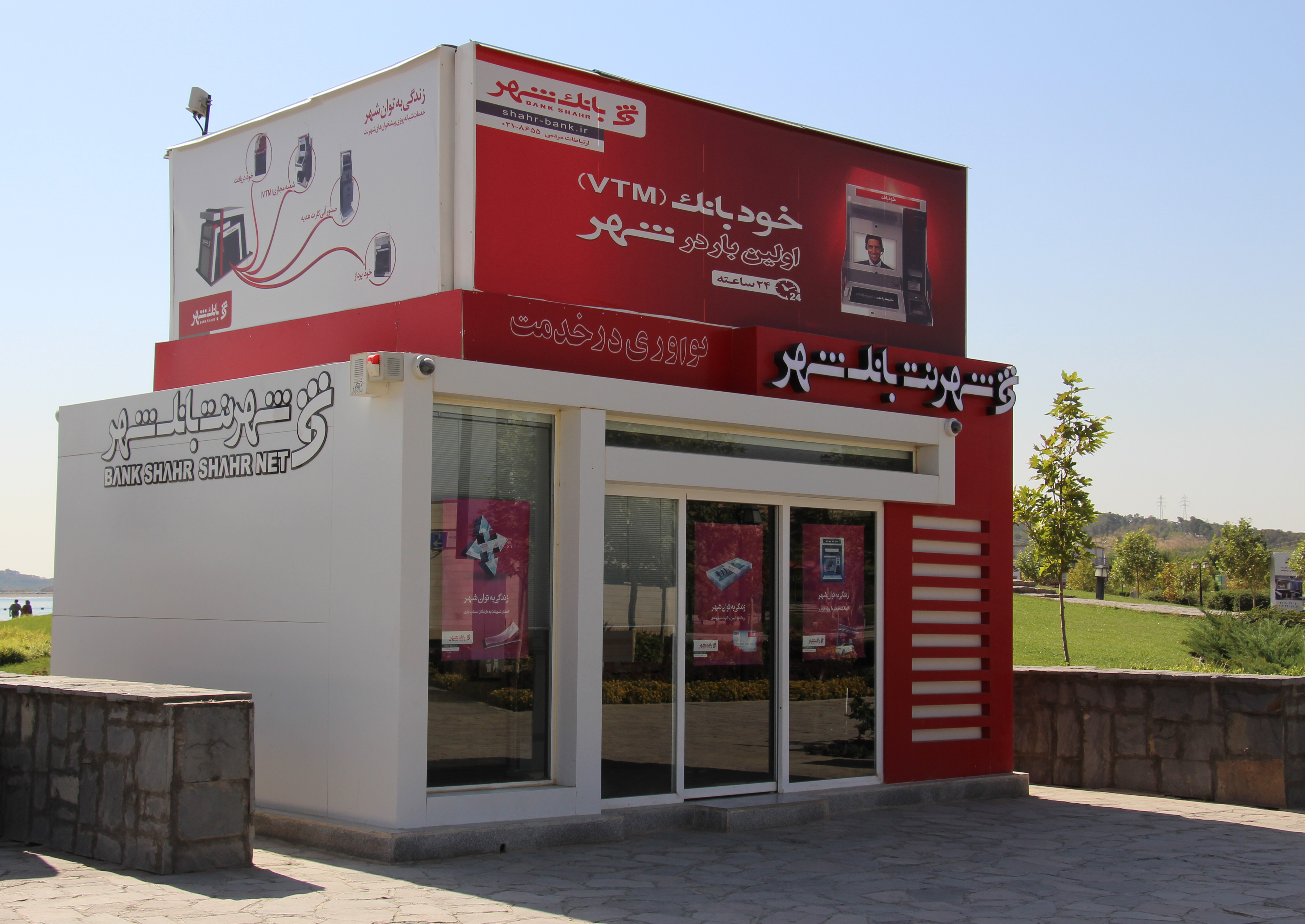
Quioscos de Shahr Bank en áreas públicas

Según los informes publicados por el banco, aproximadamente el 30% de las acciones de Shahr Bank están cotizadas en bolsa. Una parte de las acciones está en manos de empleados de las subsidiarias del Municipio de Teherán, empleados de organizaciones municipales en otras áreas metropolitanas y personas privadas. Los principales accionistas de Shahr Bank son los siguientes:
- Municipio de Teherán
- Municipio de Shiraz
- Empresa Cooperativa de Producción y Distribución para empleados del Municipio de Teherán
- Municipio de Isfahán
- Fondo de Reserva de los Empleados del Municipio de Teherán
- Municipio de Qazvin
- Municipio de Mashhad
- Municipio de Qom
- Municipio de Karaj
- Municipio de Ahvaz
- Municipio de Tabriz

## Filiales
Shahr Bank tiene cuatro filiales: una empresa holding financiera y económica con ocho subempresas, una empresa holding de tecnología de la información con tres subsidiarias, una empresa holding industrial, minera y energética con dos subempresas, y cuatro empresas independientes dentro de su estructura.

### Holding de Construcción y Desarrollo Urbano
- Jahan Housing and Construction Company
- Paydar City Building and Construction Company
- Kish Atiyeh Trade Housing and Urban Development Company
- Tehran City Renovation Company

### Holding Financiero y Económico
- Shahr Atiyeh Investment Company
- Shahr Brokerage Company
- Tamadon Capital Development Company
- ShahrAyin Tourism Development Company
- Shahr Leasing Company
- Shahr Financial Group
- Shahr Insurance Services Company

### Holding de Tecnología de la Información
- Shahr Development and Innovation Company
- Shahr Intelligent Strategy Company
- Secure Network Technology Company (Fash)

### Holding Industrial, Minero y Energético
- Shahr Industrial and Mining Development Group
- Jahan Economy and Future Investment Company

## Estructura

### Junta directiva
La junta directiva de Shahr Bank está compuesta por siete miembros: Seyed Mohammad Mehdi Ahmadi (CEO y miembro de la junta), Barat Karimi (presidente), Javad Attaran (miembro de la junta), Hesam Habibollah (miembro de la junta), Reza Yarifard (miembro de la junta), Mehdi Mirza Mohammadi (miembro de la junta), y Vahid Mohammadreza Khani (miembro de la junta).

## Estandarización
Shahr Bank, considerando los requisitos de los estándares internacionales del sistema de gestión de calidad basados en ISO 9001, el sistema de gestión de quejas de clientes basado en ISO 10002, el sistema de gestión ambiental basado en ISO 14001, y el sistema de gestión de formación basado en ISO 10015, ha establecido como objetivo principal la consecución de los pilares estratégicos de estos estándares.

## Responsabilidad social
El banco ha contribuido a la finalización de proyectos urbanos en Teherán, como la Autopista Imam Ali, el Puente Elevado Sadr, el Túnel Niyayesh y el desarrollo de líneas ferroviarias en ciudades metropolitanas, incluyendo las Líneas 6 y 7 del Metro de Teherán, todos los cuales se completaron con el apoyo del banco. Además, el banco ha brindado servicios bancarios para los peregrinos iraníes en Irak y en la Feria Internacional del Libro de Teherán y en las 29 provincias de Irán, así como la emisión de tarjetas de vales virtuales para su uso con las Comunicaciones Midan-Near, todos los cuales se consideran servicios sociales significativos proporcionados por el banco. Bank Shahr was also the sponsor of the second National Multimedia Cultural Heritage Festival in Qazvin.

## Festivales y premios
- En el 8º festival "Mi Banco Favorito", Bank Shahr ganó el título del segundo banco más popular entre los bancos privados y públicos, según los votos del público.[19]
- Recibió el premio más alto de responsabilidad social en 2024.[20]
- Recibió el Trofeo de Oro en la 7ª Conferencia Nacional sobre Responsabilidad Social y Cultura Organizacional en 2024.[21]
- Clasificado en segundo lugar entre los bancos cotizados en términos de capital.[22]

## Gallery
|                        |
| A branch of Bank Shahr |

|                              |
| A smart branch of Bank Shahr |

|                                      |
| Interior view of a Bank Shahr branch |

|                            |
| Hall of Fame of Bank Shahr |

|                                                                   |
| The Tehran Municipality, as one of the shareholders of Bank Shahr |